# Wunsiedel
Wunsiedel er en by i det nordlige Bayern i Tyskland cirka 40 kilometer øst for Bayreuth. Wunsiedel er hovedby i kreis Wunsiedle im Fichtelgebirge og ligger i bjergkæden Fichtelgebirge. Byen har 9.986 indbyggere (2006).

## Historie
Wunsiedel er første gang nævnt i 1163. I 1285 fik grev Frederick 3. af Nürnberg kontrollen over byen af kejser Rudolf 1. af Tyskland. I 1326 fik Wunsiedel byrettigheder af grev Frederick 4..
I middelalderen spillede Wunsiedel en vigtig rolle ved tinminer og produktion af tinplader. I 1613 blev byen hovedstad i Sechsämterland, et område som svarer til distrikt Wunsiedel im Fichtelgebirge.
Wunsiedel kom under preussisk administration i 1791 og blev i 1810 en del af Bayern.
Wunsiedel fik dagens nyklassicistiske udseende efter en større bybrand i 1834 som ødelagde 2/3 af byen.
I slutningen af 1980'erne blev gravlunden i Wunsiedel berømt efter at Hitlers stedfortræder Rudolf Hess som døde i Spandaufængslet 17. august 1987 blev begravet her. I de følgende år havde nynazistiske grupper marcher på dødsdagen 17. august. Deltagerantallet steg fra 120 i 1988 til mere end tusind i 1990. Disse grupper mødte store protester fra befolkningen og den antifascistiske bevægelse. I frygt for åben voldudøvelse blev marcherne forbudt i 1991.
Ud fra en opfattelse om at situationen var rolig, blev marcherne tilladt igen i 2001. Men det førte til nye uroligheder. Byens befolkning svarede med moddemonstrationer, under slagordet "Wunsiedel ist bunt, nicht braun" ("Wunsiedel er farverig, ikke brun") og pyntede hele byen med regnbueflag og kastede farverig konfetti over de marcherende nynazister. De føderale myndigheder ved Otto Schily og Brigitte Zypries takkede byens befolkning med en Bündnespreis.

## Venskabsbyer
| Frankrig | Mende (Lozère), Frankrig siden 1980        |
| Tyskland | Schwarzenberg/Erzgeb., Tyskland siden 1990 |
| Italien  | Volterra, Italien siden 2006               |